# 录事
录事是原是中國古代職官名，為各官署繕寫文件的官員。現代的司法機關中亦多設有錄事人員，但非是官員而是公務員或雇員性質，其從事記錄輸入各種法律資料的工作。
在香港，類似的職位稱為法庭書記。